# Kolec łechczący
Kolec łechczący (łac. spinus titillatorius) – element samczych narządów genitalnych niektórych muchówek.
Kolec łechczący to nieparzysty wyrostek wychodzący z tylnej części teki u jej nasady. Występuje tylko na prąciu Cyclorrhapha.